# Сон автолюбителя (мультфильм)
«Сон автолюбителя» — советский рисованный мультипликационный фильм созданным режиссёром Борисом Акулиничевым на студии «Творческое объединение Экран» 1976 года.

## Сюжет
Рисованный мультфильм о вреде пьянства.
Страшный сон увидел автолюбитель, заснув перед телевизором. Нетрезвый шофер за рулем - большая опасность для жизни и здоровья не только для водителя, но и для всех окружающих.

## Создатели
| Автор сценария                  | Борис Бушмелёв                                                                                            |
| Режиссёр и художник-постановщик | Борис Акулиничев                                                                                          |
| Оператор                        | Николай Денисов                                                                                           |
| Композитор                      | Игорь Ефремов                                                                                             |
| Звукооператор                   | Виталий Азаровский                                                                                        |
| Художники-мультипликаторы:      | Михаил Першин, Владимир Спорыхин, Константин Романенко, С. Степанов, Наталья Базельцева, Валерий Токмаков |
| Художники:                      | Ирина Гундырева, В. Пухова, Валентин Самотейкин                                                           |
| Монтажёр                        | Галина Дробинина                                                                                          |
| Редактор                        | Валерия Коновалова                                                                                        |
| Директор картины                | А. Чертов                                                                                                 |